# 1924년 월드 시리즈
1924년 월드 시리즈는 제21회 월드 시리즈로, 1924년 메이저 리그 베이스볼 시즌을 치른 아메리칸 리그(AL) 우승팀 워싱턴 세너터스와 내셔널 리그 우승팀 뉴욕 자이언츠 간의 7전 4선승제 맞대결로 치러졌다. 7차전까지 가는 승부 끝에 워싱턴 세너터스가 뉴욕 자이언츠를 꺾고 구단 역사상 첫 월드 시리즈 우승을 차지했다. 뉴욕 자이언츠는 메이저 리그 팀 최초로 4년 연속 월드 시리즈에 진출한 팀이 되었으나, 1921년부터 1922년까지는 우승을 거머쥔 반면 1923년과 1924년에는 준우승에 머물렀다. 오랜 기간 팀을 이끌어 온 뉴욕 자이언츠의 존 맥그로 감독은 이 시리즈를 통해 개인 통산 9번째이자 마지막 월드 시리즈 진출을 이뤄냈다. 1924년 월드 시리즈는 1912년에 이어 역대 두 번째로 최종전이 정규 이닝을 넘어선 연장전을 통해 승부가 결정된 시리즈로 남았다. 워싱턴 세너터스는 1961년에 연고지를 이전해 미네소타 트윈스로 팀명을 변경했으며, 이후 1987년과 1991년에 다시 월드 시리즈 우승을 경험했다. 이후 워싱턴을 연고지로 한 팀이 월드 시리즈 우승을 차지하게 된 것은 95년 뒤인 2019년 월드 시리즈의 워싱턴 내셔널스였다.
이해 23승을 거두며 1919년 이후 처음으로 20승 시즌을 만들어낸 워싱턴 세너터스의 월터 존슨은 커리어 마감을 향해 달려가던 36세 시즌에 처음으로 월드 시리즈에 출전했다. 존슨은 시리즈에서 두 차례 선발 등판해 두 번 모두 패전을 떠안았으나, 마지막 경기인 7차전에서 구원 등판해 승리를 거두며 팀의 첫 월드 시리즈 우승에 공헌했다. 특히 7차전은 월드 시리즈 역사상 가장 극적인 경기 중 하나로 평가받고 있다. 존슨은 1차전에서 12이닝 동안 탈삼진 12개를 기록했는데, 이는 1906년 월드 시리즈에서 에드 월시가 거둔 탈삼진 기록과 타이 기록이었다.
7차전에서 7회까지 워싱턴 세너터스는 3–1로 뒤지고 있었으나, 8회초에 버키 해리스의 평범한 땅볼 타구가 자갈을 맞고 튀어올라 뉴욕 자이언츠의 3루수 프레디 린드스트롬을 넘어가는 바람에 주자 두 명이 홈으로 들어오며 경기가 동점이 되었다. 다음 이닝인 9회에 존슨이 마운드에 올라 무실점하며 경기를 연장으로 끌고 갔다. 그리고 12회 1사 주자 1, 2루 상황에서 얼 맥닐리가 다시 린드스트롬에게로 향하는 땅볼을 쳤고, 이번에도 공이 불규칙 바운드로 튀어오르면서 주자 머디 루엘이 결승 득점을 올렸다.
1924년 월드 시리즈는 홈경기 편성이 2–3–2 방식으로 치러진 최초의 월드 시리즈로, 이러한 형식은 다음해부터 굳어져 현재에 이르고 있다. 2020년, ESPN은 1924년 월드 시리즈를 역대 월드 시리즈 가운데 세 번째로 위대한 시리즈로 꼽았다.

## 시리즈 요약
| 경기 | 날짜      | 결과                                          | 구장              | 경기 시간 | 관중 수 |
| ---- | --------- | --------------------------------------------- | ----------------- | --------- | ------- |
| 1    | 10월 4일  | 뉴욕 자이언츠 – 4, 워싱턴 세너터스 – 3 (12회) | 그리피스 스타디움 | 3:07      | 35,760  |
| 2    | 10월 5일  | 뉴욕 자이언츠 – 3, 워싱턴 세너터스 – 4        | 그리피스 스타디움 | 1:58      | 35,922  |
| 3    | 10월 6일  | 워싱턴 세너터스 – 4, 뉴욕 자이언츠 – 6        | 폴로 그라운즈     | 2:25      | 47,608  |
| 4    | 10월 7일  | 워싱턴 세너터스 – 7, 뉴욕 자이언츠 – 4        | 폴로 그라운즈     | 2:10      | 49,243  |
| 5    | 10월 8일  | 워싱턴 세너터스 – 2, 뉴욕 자이언츠 – 6        | 폴로 그라운즈     | 2:30      | 49,271  |
| 6    | 10월 9일  | 뉴욕 자이언츠 – 1, 워싱턴 세너터스 – 2        | 그리피스 스타디움 | 1:57      | 34,254  |
| 7    | 10월 10일 | 뉴욕 자이언츠 – 3, 워싱턴 세너터스 – 4 (12회) | 그리피스 스타디움 | 3:00      | 31,667  |

## 경기 결과

### 1차전
1924년 10월 4일 토요일, 워싱턴 D.C. 그리피스 스타디움
| 팀                                                                                           | 1 | 2 | 3 | 4 | 5 | 6 | 7 | 8 | 9 | 10 | 11 | 12 | R | H  | E |
| 뉴욕                                                                                         | 0 | 1 | 0 | 1 | 0 | 0 | 0 | 0 | 0 | 0  | 0  | 2  | 4 | 14 | 1 |
| 워싱턴                                                                                       | 0 | 0 | 0 | 0 | 0 | 1 | 0 | 0 | 1 | 0  | 0  | 1  | 3 | 10 | 1 |
| 승리 투수: 아트 네프 (1–0) 패전 투수: 월터 존슨 (0–1) 홈런: NYG – 조지 켈리 (1), 빌 테리 (1) |   |   |   |   |   |   |   |   |   |    |    |    |   |    |   |

### 2차전
1924년 10월 5일 일요일, 워싱턴 D.C. 그리피스 스타디움
| 팀 | 1 | 2 | 3 | 4 | 5 | 6 | 7 | 8 | 9 | R | H | E |
| 뉴욕 | 0 | 0 | 0 | 0 | 0 | 0 | 1 | 0 | 2 | 3 | 6 | 0 |
| 워싱턴 | 2 | 0 | 0 | 0 | 1 | 0 | 0 | 0 | 1 | 4 | 6 | 1 |
| 승리 투수: 톰 재커리 (1–0) 패전 투수: 잭 벤틀리 (0–1) 세이브: 퍼포 마베리 (1) 홈런: WSH – 구스 고슬린 (1), 버키 해리스 (1) |   |   |   |   |   |   |   |   |   |   |   |   |

### 3차전
1924년 10월 6일 월요일, 뉴욕주 맨해튼 폴로 그라운즈
| 팀 | 1 | 2 | 3 | 4 | 5 | 6 | 7 | 8 | 9 | R | H  | E |
| 워싱턴                                                                                                  | 0 | 0 | 0 | 2 | 0 | 0 | 0 | 1 | 1 | 4 | 9  | 2 |
| 뉴욕 | 0 | 2 | 1 | 1 | 0 | 1 | 0 | 1 | X | 6 | 12 | 0 |
| 승리 투수: 휴 맥퀼런 (1–0) 패전 투수: 퍼포 마베리 (0–1) 세이브: 뮬 왓슨 (1) 홈런: NYG – 로지 라이언 (1) |   |   |   |   |   |   |   |   |   |   |    |   |

### 4차전
1924년 10월 7일 화요일, 뉴욕주 맨해튼 폴로 그라운즈
| 팀 | 1 | 2 | 3 | 4 | 5 | 6 | 7 | 8 | 9 | R | H  | E |
| 워싱턴 | 0 | 0 | 3 | 0 | 2 | 0 | 0 | 2 | 0 | 7 | 13 | 3 |
| 뉴욕 | 1 | 0 | 0 | 0 | 0 | 1 | 0 | 1 | 1 | 4 | 6  | 1 |
| 승리 투수: 조지 모그리지 (1–0) 패전 투수: 버질 반스 (0–1) 세이브: 퍼포 마베리 (2) 홈런: WSH – 구스 고슬린 (2) |   |   |   |   |   |   |   |   |   |   |    |   |

### 5차전
1924년 10월 8일 수요일, 뉴욕주 맨해튼 폴로 그라운즈
| 팀 | 1 | 2 | 3 | 4 | 5 | 6 | 7 | 8 | 9 | R | H  | E |
| 워싱턴 | 0 | 0 | 0 | 1 | 0 | 0 | 0 | 1 | 0 | 2 | 9  | 1 |
| 뉴욕 | 0 | 0 | 1 | 0 | 2 | 0 | 0 | 3 | X | 6 | 13 | 0 |
| 승리 투수: 잭 벤틀리 (1–1) 패전 투수: 월터 존슨 (0–2) 세이브: 휴 맥퀼런 (1) 홈런: WSH – 구스 고슬린 (3) NYG – 잭 벤틀리 (1) |   |   |   |   |   |   |   |   |   |   |    |   |

### 6차전
1924년 10월 9일 목요일, 워싱턴 D.C. 그리피스 스타디움
| 팀                                                    | 1 | 2 | 3 | 4 | 5 | 6 | 7 | 8 | 9 | R | H | E |
| 뉴욕                                                  | 1 | 0 | 0 | 0 | 0 | 0 | 0 | 0 | 0 | 1 | 7 | 1 |
| 워싱턴                                                | 0 | 0 | 0 | 0 | 2 | 0 | 0 | 0 | X | 2 | 4 | 0 |
| 승리 투수: 톰 재커리 (2–0) 패전 투수: 아트 네프 (1–1) |   |   |   |   |   |   |   |   |   |   |   |   |

### 7차전
1924년 10월 10일 금요일, 워싱턴 D.C. 그리피스 스타디움
| 팀                                                                                | 1 | 2 | 3 | 4 | 5 | 6 | 7 | 8 | 9 | 10 | 11 | 12 | R | H  | E |
| 뉴욕                                                                              | 0 | 0 | 0 | 0 | 0 | 3 | 0 | 0 | 0 | 0  | 0  | 0  | 3 | 8  | 3 |
| 워싱턴                                                                            | 0 | 0 | 0 | 1 | 0 | 0 | 0 | 2 | 0 | 0  | 0  | 1  | 4 | 10 | 4 |
| 승리 투수: 월터 존슨 (1–2) 패전 투수: 잭 벤틀리 (1–2) 홈런: WSH – 버키 해리스 (2) |   |   |   |   |   |   |   |   |   |    |    |    |   |    |   |

## 참고 문헌
- Cohen, Richard M.; Neft, David S. (1990). 《The World Series: Complete Play-By-Play of Every Game, 1903–1989》. New York: St. Martin's Press. 102–107쪽. ISBN 0-312-03960-3.
- Reichler, Joseph (1982). 《The Baseball Encyclopedia》 5판. Macmillan Publishing. 2132쪽. ISBN 0-02-579010-2.